# Indonezja na Letnich Igrzyskach Olimpijskich 1992
Indonezję na Letnich Igrzyskach Olimpijskich 1992 reprezentowało 42 zawodników: 27 mężczyzn i 15 kobiet. Był to dziewiąty start reprezentacji Indonezji na letnich igrzyskach olimpijskich.

## Zdobyte medale
| Medal  | Zawodnik                   | Dyscyplina | Konkurencja             | Rezultat                                                             |
| ------ | -------------------------- | ---------- | ----------------------- | -------------------------------------------------------------------- |
| Złoto  | Susi Susanti               | Badminton  | gra pojedyncza kobiet   | w finale pokonała Koreankę Bang Soo-Hyun 2:1 (5:11, 11:5, 11:3)      |
| Złoto  | Alan Budikusuma            | Badminton  | gra pojedyncza mężczyzn | w finale pokonał Ardy Wiranata 2:0 (15:12, 15:13)                    |
| Srebro | Ardy Wiranata              | Badminton  | gra pojedyncza mężczyzn | w finale przegrał z Alan Budikusuma 0:2                              |
| Srebro | Eddy Hartono, Rudy Gunawan | Badminton  | gra podwójna mężczyzn   | w finale ulegli parze Kim Moon-Soo – Park Joo-Bong 0:2 (11:15, 7:15) |
| Brąz   | Hermawan Susanto           | Badminton  | gra pojedyncza mężczyzn | w półfinale przegrał z Ardy Wiranata 1:2 (15:10, 9:15, 9:15)         |

## Skład kadry

### Badminton
Kobiety
- Susi Susanti – gra pojedyncza – 1. miejsce,
- Sarwendah Kusumawardhani – gra pojedyncza – 5. miejsce,
- Aadjijatmiko Finarsih, Lili Tampi – gra podwójna – 5. miejsce,
- Erma Sulistyaningsih, Rosiana Tendean – gra podwójna – 17. miejsce,

Mężczyźni
- Alan Budikusuma – gra pojedyncza – 1. miejsce,
- Ardy Wiranata – gra pojedyncza – 2. miejsce,
- Hermawan Susanto – gra pojedyncza – 3. miejsce,
- Eddy Hartono, Rudy Gunawan – gra podwójna – 2. miejsce
- Rexy Mainaky, Ricky Subagja – gra podwójna – 5. miejsce,

### Boks
Mężczyźni
- Hendrik Simangunsong waga lekkośrednia do 71 kg – 9. miejsce,
- Alberth Papilaya waga średnia do 75 kg – 5. miejsce,

### Judo
Kobiety
- Helena Miagian Papilaya waga do 66 kg – 13. miejsce,
- Pujawati Utama waga do 72 kg – 13. miejsce,

Mężczyźni
- Wahid Yudhi Sulistianto waga do 71 kg – 22. miejsce,
- Hengky Pie waga do 95 kg – 32. miejsce,

### Kajakarstwo
Mężczyźni
- Anisi

K-1 500 m – odpadł w repesażach,
K-2 1000 m – odpadł w repesażach,
- Abdul Razak, Abdul Karim

k-2 500 m – odpadli w repesażach,
K-2 1000 m – odpadli w repesażach,

### Kolarstwo torowe
Mężczyźni
- Tulus Widodo Kalimanto – sprint – odpadł w eliminacjach,
- Herry Janto Setiawan – wyścig na 1 km ze startu zatrzymanego,

### Łucznictwo
Kobiety
- Purnama Pandiangan – indywidualnie – 24. miejsce,
- Nurfitriyana Saiman-Lantang – indywidualnie – 33. miejsce,
- Rusena Gelanteh – indywidualnie – 40. miejsce,
- Nurfitriyana Saiman-Lantang, Rusena Gelanteh, Purnama Pandiangan – drużynowo – 9. miejsce,

Mężczyźni
- Hendra Setijawan – indywidualnie – 6. miejsce,

### Podnoszenie ciężarów
Mężczyźni
- Enosh Depthios – waga do 52 kg – nie sklasyfikowany (nie zaliczył żadnej próby w podrzucie),
- Sodikin – waga do 56 kg – 10. miejsce,
- Sugiono Katijo – waga do 60 kg – 14. miejsce,
- I Nyoman Sudarma – waga do 75 kg – 23. miejsce,

### Szermierka
Mężczyćni
- Handry Lenzun – szpada indywidualnie – 52. miejsce,
- Lucas Zakaria – szpada indywidualnie – 59. miejsce,

### Tenis stołowy
Kobiety
- Rossy Pratiwi Dipoyanti – gra pojedyncza – 17. miejsce,
- Ling Ling Minangmojo – gra pojedyncza – 33. miejsce,
- Ling Ling Minangmojo, Rossy Pratiwi Dipoyanti – gra podwójna – 17. miejsce,

Mężczyźni
- Anton Suseno – gra pojedyncza – 33. miejsce,

### Tenis ziemny
Kobiety
- Yayuk Basuki – gra pojedyncza – 9. miejsce,
- Yayuk Basuki, Anna Wibowo – gra podwójna – 17. miejsce,

Mężczyźni
- Benny Wijaya – gra pojedyncza – 9. miejsce,
- Hary Suharyadi, Bonit Wiryawan – gra podwójna – 17. miejsce,